# Sunny Side Up (película)
Sunny Side Up es una película de comedia y romance de 1994, dirigida por Bettina Speer, que a su vez la escribió y también actúa, junto a Andreas Michera y Richard Angarola, entre otros, a cargo de la musicalización Torsten Breuer, en la fotografía estuvo Philipp Pfeiffer. El filme fue realizado por Pfeiffer Speer Film, se estrenó el 26 de enero de 1994.

## Sinopsis
Speer está estudiando en Hollywood para actuar. Mientras tanto se va enamorando del que limpia los vidrios en su hotel.